# Grytterud
Grytterud var en av SCB definierad och avgränsad småort med namnet Grytterud-Rinnen i Arvika kommun 1995 bestående av byarna Grytterud och Rinnen i Mangskogs socken. Söder om orten ligger sjön Mangen.
När befolkningen minskade upphörde statusen som småort och därefter fanns det ingen bebyggelseenhet med namnet Grytterud-Rinnen. Från 2015 avgränsade SCB här åter en småort, vilken avgränsades 2020 då de boende understeg 50.